# Связанные состояния в континууме

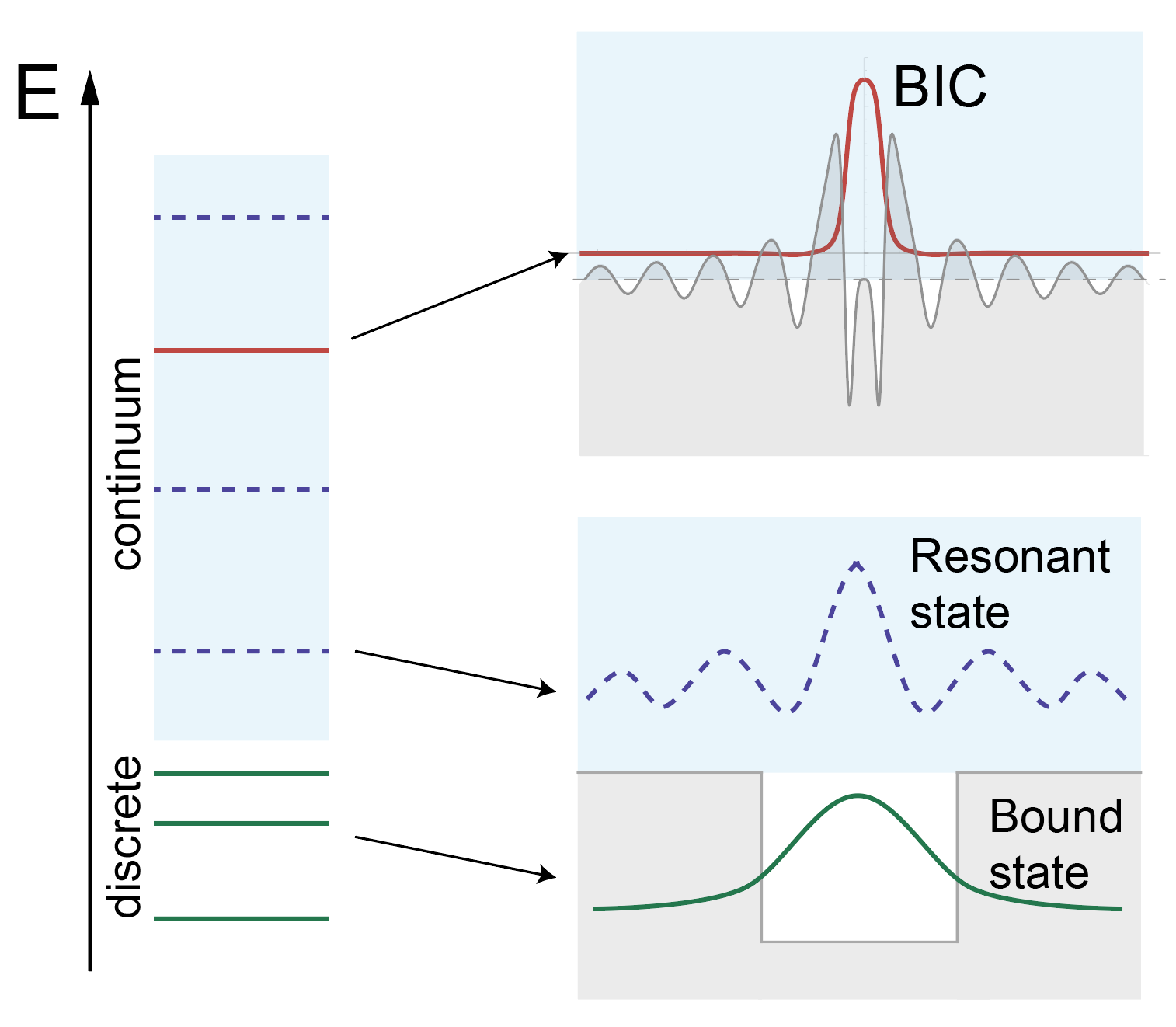
Схематичное изображение энергетических уровней и примеры различных состояний. Показаны состояния, принадлежащие дискретному спектру (зеленым), резонансные состояния (синий пунктир) и связанные состояния в континууме (красным). Частично воспроизведено из и

Связанные состояния в континууме (ССК) или локализованные состояния в континууме (ЛСК), англ. bound state in the continuum (BIC) — это собственное состояние какой-либо квантовомеханической или другой открытой системы, обладающее следующими свойствами:
1. Энергия лежит в области непрерывного спектра (континуума) распространяющихся мод окружающего пространства;
2. Состояние не взаимодействует ни с одним из состояний континуума (не может излучать плоскую, цилиндрическую или сферическую волну и не может возбуждаться никакой волной), а значит обладает бесконечным временем жизни (добротностью) и вещественной энергией в отсутствие безызлучательных потерь.

В силу волновой природы, этот феномен наблюдается не только в квантовой механике, но также в фотонике, в теории упругости и т.д. 
Связанные состояния в запрещённой зоне, где нет конечных решений на бесконечности, широко известны (атомы, квантовые точки, дефекты в полупроводниках). Однако, CCK не следует путать с обычными связанными состояниями. Для решений в континууме, которые связаны с этим континуумом, известны резонансные состояния, которые распадаются (теряют энергию) со временем. Они могут возбуждаться падающей волной с той же энергией, и к ним относятся, например, собственные моды открытых оптических резонаторов. В отличие от резонансных состояний, связанные состояния в континууме имеют вещественные собственные значения энергии и поэтому не взаимодействуют с состояниями непрерывного спектра и не могут распадаться.
Кроме того, ССК не следует путать с собственными состояниями таких систем как потенциальная яма с бесконечными стенками или резонатор с идеально проводящими стенками, поскольку такие системы не являются открытыми по определению.

## Классификация
| Тип ССК                                                      | Объяснение, подтипы | Примеры |
| ------------------------------------------------------------ | --- | --- |
| ССК, возникающие при решении «обратной задачи»               | 1) ССК Вигнера — фон Неймана (Potential engineering): волновая функция одного из состояний континуума модифицируется так, чтобы быть нормируемой, и для неё подбирается соответствующий потенциал. 2) Модифицирование амплитуды перескока (англ. Hopping rate engineering): В приближении сильной связи скорости перескока модифицируются таким образом, чтобы состояние стало локализованным 3) Модифицирование формы границ: источники в ССК, например, Фабри — Перо типа заменяются на рассеиватели таким образом, чтобы создавать ССК того же типа. | 1) В работе фон Неймана и Вигнера рассматривается два типа сферически-симметричных потенциалов, при этом в потенциале {\displaystyle V(r)={\frac {2}{r^{2}}}-9r^{4}} локализация происходит за счет «отражения» от бесконечности (т.к. на бесконечность материальная точка уходит за конечное время, скатываясь с этого потенциала, и вероятность нахождения там стремится к нулю). Аналогичный пример в 1D рассматривает экспоненциальную зависимость потенциала. Второй тип потенциала имеет сложную форму, но при этом периодически модулируется с периодом {\displaystyle \pi }. Волновая функция с периодом {\displaystyle 2\pi } отражается от такого потенциала в центр по аналогии с отражением от брэгговского зеркала. В одномерном случае такие потенциалы могут быть реализованы с помощью сверхрешеток. 2) ССК второго типа были реализованы в массиве связанных оптических волноводов, при этом амплитуда перескока модулируется расстоянием между волноводами. Экспериментально было реализовано состояние с амплитудами {\displaystyle \kappa _{n}=\left\{{\begin{array}{ll}\kappa &n\neq 2l\\\left({\frac {l+1}{l}}\right)\kappa &n=2l,(l=1,2,3,\ldots )\end{array}}\right.} в системе из 40 волноводов. Также, существуют примеры ССК в решетках с PT-симметрией. 3) ССК третьего типа в наблюдаются в волнах на воде. |
| ССК, возникающие при изменении параметров (parameter tuning) | 1) Фабри — Перо ССК: Для резонансных структур коэффициент отражения вблизи резонанса может достигать единицы. Две такие структуры можно расположить таким образом, чтобы они излучали в противофазе и компенсировали друг друга. 2) ССК Фридриха — Винтгена(Friedrich-Wintgen): Две моды одинаковой симметрии одной и той же структуры сближаются при изменении параметров структуры, и в какой-то момент возникает антипересечение. При этом на одной из ветвей образуется ССК так как моды как бы компенсируют друг друга, находясь в противофазе и излучая в один и тот же радиационный канал. 3) Параметрические ССК на одиночном резонансе (Single-resonance parametric BICs): Возникают тогда, когда одну моду можно представить в виде суммы вкладов, каждый из которых меняется в зависимости от параметров структуры. В какой-то момент происходит деструктивная интерференция всех вкладов. | 1) Помимо волн на воде, упомянутых выше, состояния этого типа встречаются во многих системах, например, в системах пар квантовых точек, связанных с волноводом , двойных цепочках из атомов меди, пар волноводов Z- и П- формы В фотонике состояния реализуются, например, в парах двумерных фотонных кристаллов на основе планарных оптических волноводов, двойных массивах диэлектрических цилиндров и т. п. 2) ССК Фридриха — Винтгена (ФВ ССК) рассматривались в атоме водорода в магнитном поле и экспериментально проявлялись в подавлении автоионизации атома бария, топологических изоляторах с дефектом и многих других квантовых системах. Также этот тип ССК встречается в двумерных и трехмерных цилиндрических открытых акустических резонаторах. В фотонике случайные (accidental) ССК в периодических структурах могут иногда появляться как ФВ ССК, также моды такого типа появлялись в брэгговском волноводе при взаимодействии ТЕ и ТМ волн через анизотропную среду. Примечательным примером является теоретическая реализация ССК на слоистой сферической наночастице из специфически подобранных материалов, при этом ССК появляются за счет взаимодействия различных дипольных мод одной и той же частицы. По тому же механизму могут быть реализованы высокодобротные состояния и в несферических диэлектрических резонаторах, но в этом случае моды состоят из бесконечного числа мультиполей, а добротность не уходит полностью в бесконечность. 3) ССК этого типа, в основном, рассматриваются в планарных фотонных кристаллах и также являются случайными (accidental BICs). Они могут возникать, когда структура, лежащая в плоскости {\displaystyle xy}, обладает элементами симметрии {\displaystyle {C_{2}}^{z}} и {\displaystyle \sigma _{z}}, однако их существование не гарантируется симметрией, они возникают при определённых параметрах структуры. Помимо фотонных периодических структур, ССК встречаются для волн на воде, квантовых волноводах, механических резонаторах, в виде поверхностных волн и др. |
| Симметрийно-защищенные ССК                                   | Возникают, когда симметрия собственного состояния отличается от любой из возможных симметрий распространяющихся мод в континууме. | В простом случае, состояния такого типа наблюдаются в Г-точке планарных фотонных кристаллов, обладающих симметрией {\displaystyle {C_{n}}^{z}}. Часто, в тех же самых структурах существуют и другие типы ССК. Также симметрийно-защищенные ССК наблюдались в системах связанных волноводов. |
| Разделяемые ССК (separable BICs)                             | Возникают в случае, когда задача на собственные значения решается методом разделения переменных, а волновая функция представима, например, в виде {\displaystyle \psi =\psi _{1}(x)\psi _{2}(y)}, где оба множителя соответствуют локализованным состояниям, при этом суммарная энергия лежит в континууме. | Гамильтониан для получения этого типа ССК был впервые предложен Робником и затем изучался в различных квантовых системах и двумерных фотонных структурах |

## ССК Вигнера — фон Неймана
Впервые связанные состояния в континууме были предсказаны в 1929 году в работе Юджина Вигнера и Джона фон Неймана. Были рассмотрены два потенциала, в которых существует ССК, появляющееся по двум различным причинам.
В этой работе сначала выбирается сферически-симметричная волновая функция таким образом, чтобы быть квадратично-интегрируемой по всему пространству. Затем подбирается такой потенциал, чтобы эта волновая функция соответствовала нулевому значению энергии.
Потенциал является сферически-симметричным, тогда волновое уравнение запишется следующим образом:
{\displaystyle -{\frac {h^{2}}{8\pi ^{2}m}}\Delta \psi +(V(r)-E)\psi =0,}
при этом исчезают производные по углам, так как мы ограничиваемся рассмотрением только сферически-симметричных волновых функций:
{\displaystyle \Delta ={\frac {\partial ^{2}}{\partial x^{2}}}+{\frac {\partial ^{2}}{\partial y^{2}}}+{\frac {\partial ^{2}}{\partial z^{2}}}={\frac {\partial ^{2}}{\partial r^{2}}}+{\frac {2}{r}}{\frac {\partial }{\partial r}},}
Для того, чтобы {\displaystyle E=0} была собственным значением для сферически-симметричной волновой функции {\displaystyle \psi =\psi (r)}, потенциал должен быть
{\displaystyle V={\frac {h^{2}}{8\pi ^{2}m}}\left({\frac {\psi ^{\prime \prime }}{\psi }}+{\frac {2\psi ^{\prime }}{r\psi }}\right)}.
Получим конкретные значения {\displaystyle \psi } и {\displaystyle V}, для которых будет наблюдаться ССК.

#### Первый случай

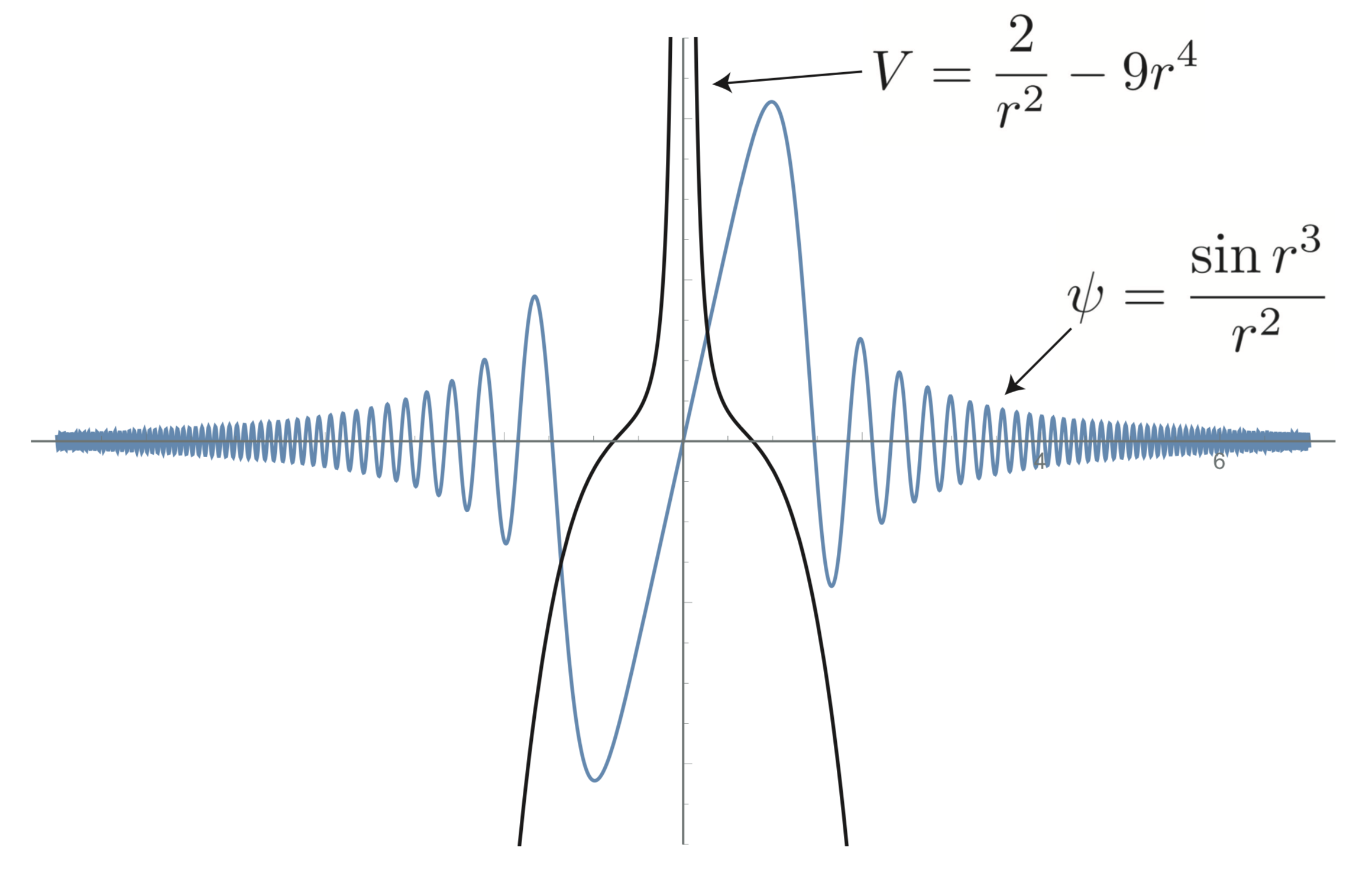
Потенциал и волновая функция, соответствующая нулевой энергии, для первого случая ССК Вигнера-фон Неймана

Рассмотрим функцию {\displaystyle \psi =r^{\alpha }{\sin r^{\beta }}}. Поскольку интеграл {\displaystyle \int _{0}^{\infty }4\pi r^{2}|\psi (r)|^{2}{\text{d}}r=\int _{0}^{\infty }4\pi r^{2\alpha +2}{\sin ^{2}r^{\beta }}{\text{d}}r} должен быть конечным, то рассматривая поведение при {\displaystyle r=0}, получим, что {\displaystyle 2\alpha +\beta +2>-1}, рассматривая поведение при {\displaystyle r=\infty }, получим, что {\displaystyle 2\alpha +2<-1}. Регулярность {\displaystyle V(r)} для {\displaystyle r\neq 0} требует {\displaystyle 2\alpha +\beta +1=0}. В итоге получаем {\displaystyle \alpha =-2,\ \beta =3}.
Положим {\displaystyle \psi (r)={\frac {\sin r^{3}}{r^{2}}}}, тогда потенциал будет равен (отбросив несущественный множитель {\displaystyle {h^{2}}/{8\pi ^{2}m}}):
{\displaystyle V(r)={\frac {2}{r^{2}}}-9r^{4}}
Собственная функция и потенциальная кривая показаны на рисунке. Кажется, что электрон просто скатится с потенциала и энергия будет принадлежать сплошному спектру, однако существует стационарная орбита с {\displaystyle E=0}.
В работе дана следующая интерпретация: такое поведение можно понять, исходя из аналогии с классической механикой (соображения принадлежат Лео Силарду). Движение материальной точки в потенциале {\displaystyle V={\frac {2}{r^{2}}}-9r^{4}} описывается следующим уравнением:
{\displaystyle {{\frac {m}{2}}\left({\frac {{\text{d}}r}{{\text{d}}t}}\right)^{2}+V(r)=\mathrm {Const} }}
{\displaystyle {{\frac {{\text{d}}r}{{\text{d}}t}}={\sqrt {{\frac {2}{m}}\mathrm {Const} -{\frac {4}{m}}{\frac {1}{r^{2}}}+{\frac {18}{m}}r^{4}}}}}
Легко понять, что когда {\displaystyle r\rightarrow \infty }, {\displaystyle {\frac {{\text{d}}r}{{\text{d}}t}}\rightarrow \infty }, и тогда асимптотика
{\displaystyle {\frac {{\text{d}}r}{{\text{d}}t}}={\frac {3{\sqrt {2}}}{\sqrt {m}}}r^{2};\ \ \ \ \ \ \ {\frac {1}{r}}={\frac {3{\sqrt {2}}}{\sqrt {m}}}\left(t_{0}-t\right),\ \ } {\displaystyle r={\frac {\sqrt {m}}{3{\sqrt {2}}\left(t_{0}-t\right)}}}
то есть, за конечное время {\displaystyle t=t_{0}} точка уходит на бесконечность. Стационарное решение {\displaystyle \psi (r)} означает, что точка снова возвращается из бесконечности, что она оттуда как будто отражается и начинает колебаться. То, что {\displaystyle \psi (r)} при {\displaystyle r=\infty } стремится к нулю, следует из того, что она скатывается с большой потенциальной горки и обладает огромной скоростью, а значит коротким временем жизни. И поскольку весь колебательный процесс (из {\displaystyle r_{min}} на бесконечность и обратно) периодический, то логично, что эта квантово-механическая задача обладает стационарным решением.

#### Второй случай

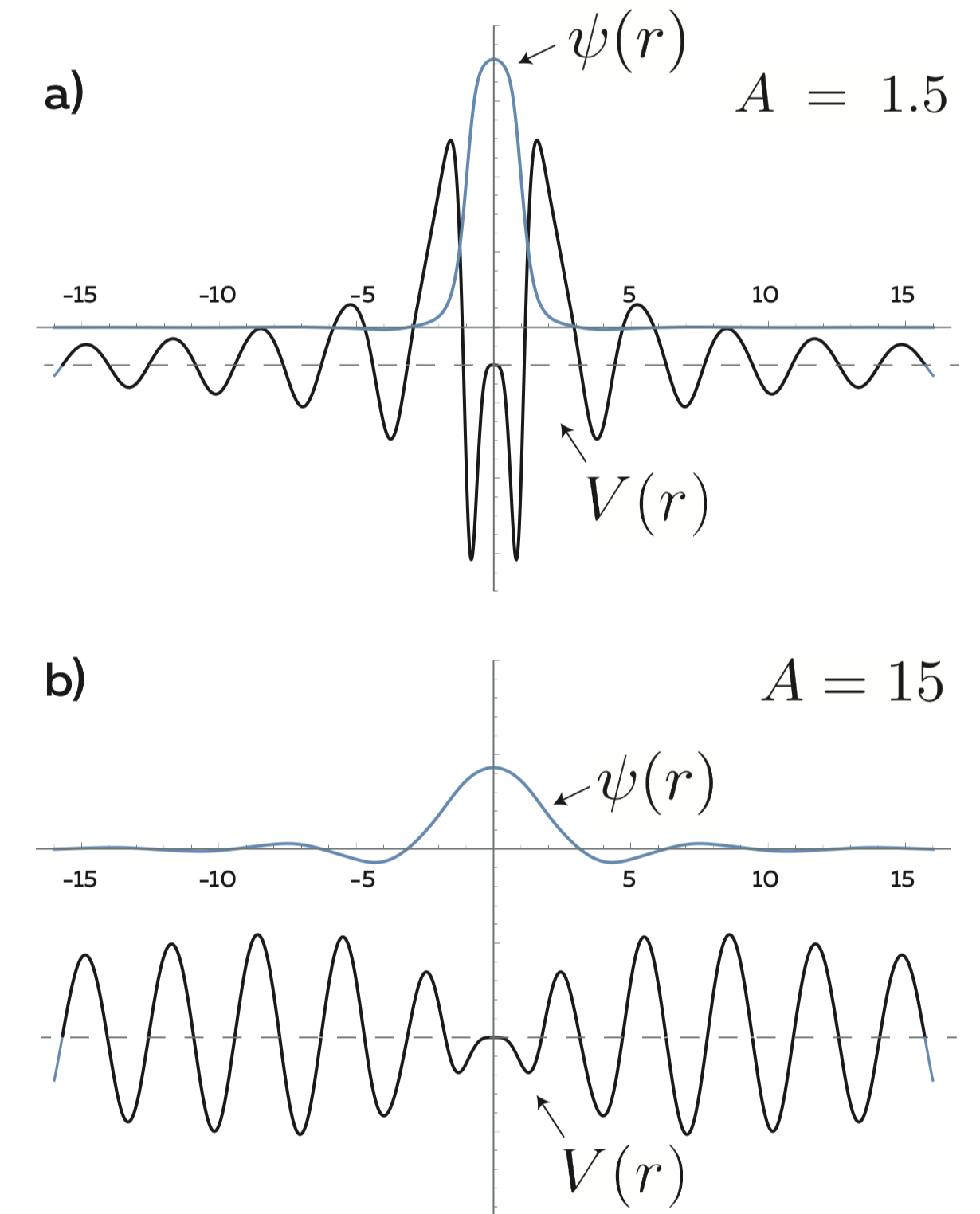
a) Потенциал и волновая функция (в произвольном масштабе по вертикальной оси), соответствующая нулевой энергии, для второго случая ССК Вигнера фон-Неймана, b).

Перейдем ко второму примеру, который уже нельзя интерпретировать из таких соображений.
Для начала, возьмем функцию {\displaystyle \psi ={\frac {\sin r}{r}}}, тогда {\displaystyle V=-1}. Это расходящиеся сферические волны, поскольку энергия {\displaystyle E=0} больше, чем потенциал {\displaystyle V=-1}, классическая кинетическая энергия остается положительной. Волновая функция принадлежит непрерывному спектру, интеграл {\displaystyle \int _{0}^{\infty }4\pi r^{2}|\psi (r)|^{2}{\text{d}}r=4\pi \int _{0}^{\infty }\sin ^{2}r{\text{d}}r} расходится. Попробуем поменять волновую функцию таким образом, чтобы квадратичный интеграл сошелся, а потенциал варьировался вблизи −1.
Рассмотрим следующий анзац:
{\displaystyle \psi ={\frac {\sin r}{r}}f(r)}
Если функция {\displaystyle f(r)} непрерывна, и при {\displaystyle r\rightarrow \infty } асимптотика равна {\displaystyle r^{\alpha },\ \ \alpha <-1/2}, то интеграл будет конечным. Потенциал при этом будет равен (с исправленной арифметической ошибкой в оригинальной статье):
{\displaystyle V=-1+2\operatorname {ctg} r{\frac {f^{\prime }(r)}{f(r)}}+{\frac {f^{\prime \prime }(r)}{f(r)}}.}
Для того, чтобы потенциал оставался вблизи −1, и при {\displaystyle r\rightarrow \infty } стремился к −1, мы должны функции {\displaystyle \operatorname {ctg} r{\frac {f^{\prime }(r)}{f(r)}},\ {\frac {f^{\prime \prime }(r)}{f(r)}}} сделать малыми и при {\displaystyle r\rightarrow \infty } устремить к нулю.
В первом случае также {\displaystyle {\frac {f^{\prime }(r)}{f(r)}}} должна исчезать для {\displaystyle \operatorname {ctg} r=\infty }, а именно для {\displaystyle r=0,\pi ,\ 2\pi ,\ 2\pi ,\dots }, то есть для {\displaystyle \sin r=0}. Это случай, когда {\displaystyle f(r)=\int _{0}^{r}\sin ^{2}r{\text{d}}r={\frac {r}{2}}-{\frac {1}{4}}\sin 2r} или любая другая функция этого выражения.
Положим {\displaystyle f(r)=[A^{2}+({\frac {r}{2}}-{\frac {1}{4}}\sin 2r)^{2}]^{-1}}, где {\displaystyle A} произвольна (здесь {\displaystyle f(r)} при {\displaystyle r\rightarrow \infty } стремится к {\displaystyle r^{\alpha },\ \ \alpha <-1/2}). Тогда
{\displaystyle \psi ={\frac {\sin r}{r(A^{2}+(2r-\sin 2r)^{2})}}.}
Выражение для потенциала является громоздким, но из графиков видно, что для {\displaystyle r\rightarrow \infty } потенциал стремится к −1.
Кроме того, оказывается, что для любого {\displaystyle \varepsilon >0} можно выбрать такое A, что потенциал будет находиться между {\displaystyle -1-\varepsilon } и {\displaystyle -1+\varepsilon }.
Можно видеть, что потенциал колеблется с периодом {\displaystyle \pi }, а волновая функция — с периодом {\displaystyle 2\pi }. Получается, что все отраженные волны от «горбов» такого потенциала находятся в фазе, и функция локализуется в центре, отражаясь от потенциала по механизму, похожему на отражение от брэгговского зеркала.